# Atractomorpha taiwanensis
Atractomorpha taiwanensis is een rechtvleugelig insect uit de familie Pyrgomorphidae. De wetenschappelijke naam van deze soort is voor het eerst geldig gepubliceerd in 2007 door Yin & Shi.